# Fermijev problem
Fermijev problem, Fermijevo vprašanje ali Fermijeva ocena je v fiziki in še posebej pri izobraževanju v fiziki ocenitveni problem, ki se uporablja pri preučevanju razsežnostne analize, aproksimacije in pomena jasne identifikacije predpostavk. Problem se imenuje po italijansko-ameriškem fiziku Enricu Fermiju in običajno obsega upravičena ugibanja o količinah, za katere se zdi, da jih je nemogoče izračunati iz omejenih razpoložljivih podatkov. 
Fermi je bil znan po svoji sposobnosti postavljanja dobrih približnih izračunov z zelo malo ali skoraj nič dejanskimi podatki. Dober zgled za to je njegova ocena moči jedrske bombe, ki so jo sprožili med poskusom Trinity 16. julija 1945 56 km jugovzhodno od Socorra v Novi Mehiki, ZDA. Njegova ocena je temeljila na prepotovani razdalji koščka papirja, ki jo je med eksplozijo spustil iz roke. Njegova ocena 10 kiloton TNT je bila presenetljivo blizu sedaj sprejeti vrednosti približno 20 kiloton.